# Aften (digt)
"Aften", nok bedre kendt som "Stille, hjerte, sol går ned", er et digt af Jeppe Aakjær fra samlingen Ræbild-Kantate (1912). Digtet blev også offentliggjort i Politiken 4. august samme år. Det er sat i musik af Thomas Laub i 1915 og er optaget i Højskolesangbogen. 
Aakjær skrev digtet til en fejring af den dansk-amerikanske samhørighed i Tivoli. Senere brugte han også digtet som introduktion i sin bog Hedevandringer (1915).
Digtet er en del af lyrikantologien i Kulturkanonen fra 2006.

## Digtet
"Aften" indeholder fire strofer på hver fem linjer, hvoraf den sidste er gennemgående i alle strofer ("Stille, stille, hjerte, sol går ned" – deraf det folkelige navn). De fire øvrige linjer følger rimmønsteret A-B-A-B.
Indholdsmæssigt er der tale om et stemningsbillede, som man kunne opleve det på heden ved aftentime, hvor Aakjær indfanger både lyset, lyde (humlebiens brummen), dyrene (også viben og storke) og landskabet (hede, sti, mose, dam), mens menneskets aktiviteter kun svagt noteres ("Fjerne ruder østerpå").

## Musikindspilninger
Som sang er "Stille, hjerte, sol går ned" indspillet af en række kunstnere, heriblandt af en række kor. Fra nyere tid kan nævnes Pia Raug og Steve Dobrogosz på albummet Længsel (1987) og Lis Sørensen på albummet Danmark nu blunder den lyse nat (2003).